# 아이코나 팝
아이코나 팝(Icona Pop)은 스웨덴의 여성 DJ 듀오이다.

## 출연 작품
- 트롤
- 트롤: 월드 투어 - 세실과 체닐 역 (목소리)

## 음반 목록
- Icona Pop (2012)
- This Is...Icona Pop(2013)

## 곡 목록
- I Love It